# Jean-Claude Lamy
Pour les articles homonymes, voir Lamy.
Jean-Claude Lamy, né le 3 août 1941 à Valence et mort le 2 février 2025 à Paris,, est un journaliste, écrivain et éditeur français.

## Biographie
Ancien élève du Centre de formation des journalistes (CFJ), Jean-Claude Lamy a commencé sa carrière dans les années 1960 en collaborant successivement au Dauphiné libéré, à Seine-et-Oise, à L'Oise-Matin, Seine-et-Marne Matin, puis à France-Soir  pour y rester près de trente ans. Il côtoie Pierre Lazareff, et écrit la première biographie du célèbre directeur de la rue Réaumur. Par ailleurs, il collabore à l'édition française de Playboy, à Femme comme conseiller littéraire, magazines dirigés par Annick Geille au sein du Groupe Filipacchi, et à l'émission Boîte aux lettres sur FR3 animée par Jérôme Garcin.   
Chroniqueur et éditorialiste au Figaro, chef de rubrique littéraire à France-Soir, il rencontre les grands écrivains de son temps (Hervé Bazin, Marguerite Duras, Simone de Beauvoir, Albert Cohen, Simenon, Joseph Kessel, Maurice Druon, Marguerite Yourcenar, François Nourissier, Julien Gracq, Paul Gordeaux, etc.) dont il réalise les portraits à travers des entretiens. De 2001 à 2012, Jean-Claude Lamy est chroniqueur littéraire au Midi libre. Il est désormais collaborateur de Service littéraire, revue créée par François Ceresa et chroniqueur du groupe Centre France La Montagne.  
Dans les années 1970, Jean-Claude Lamy devient un proche de Françoise Sagan. La romancière lui confie ses souvenirs, et il écrit, avec son accord et sa complicité, une importante biographie, Françoise Sagan, une légende (Mercure de France) traduite en plusieurs langues. 
En octobre 1976, Jean-Claude Lamy lance avec Jean-Pierre Grey-Draillard (1941-1991) les Nouvelles Éditions Baudinière mais dépose le bilan en 1981. Passionné par l'édition et le roman populaire, notamment les aventures d'Arsène Lupin et de Rouletabille, il fonde en compagnie de la fille de l'auteur du Mystère de la chambre jaune le « Cercle Gaston Leroux ». Parmi les premiers adhérents, le cinéaste Marcel L'Herbier, mais aussi Jacques et Pierre Prévert, qui, plus tard, lui inspirent un nouveau livre, couronné par le prix Goncourt de la biographie en 1997. 
En 2011, il est un des membres du jury du prix Françoise-Sagan.
Jean-Claude Lamy est également membre fondateur du prix du premier roman, membre du jury du prix Hennessy du journalisme littéraire, membre du jury du Grand Prix de la Critique sous l'égide du Pen club, du prix du roman de Cabourg, ancien juré du prix Georges-Brassens et du prix littéraire Lucien-Barrière décerné pendant le Festival du cinéma américain de Deauville fondé par André Halimi et Lionel Chouchon. En 2018, il est élu à l'Académie Drômoise des lettres, des sciences et des arts. Cette même année, pour Jean-Edern Hallier. L'Idiot insaisissable, il reçoit le Prix Louis-Barthou de L'Académie Française.
Sociétaire de la SGDL, de la SCAM et de la SACD.

## Ouvrages (sélection)
- Au petit bonheur la Chambre, avec Marc Kunstlé, dessins de Cabu, Julliard, 1972.
- Notre Dame des Esclandres, avec Marc Kunstlé, Presses de la Cité, 1973.
- Pierre Lazareff à la une, Stock, 1975.
- Gaston Leroux ou le vrai Rouletabille. Une biographie suivie de Six histoires épouvantables, préface d'Edgar Faure, Nouvelles éditions Baudinière, 1977, réédition Le Rocher, 2003 -  (ISBN 978-2268047218)
- Prévert, les frères amis, Robert Laffont, 1997, prix Goncourt de la biographie, réédition Albin Michel, 2008  (ISBN 978-2-226-18971-4)
- La Belle Inconnue, Éditions du Rocher, 2000  (ISBN 978-2268035314) prix François-Billetdoux de la SCAM
- La Guerre, mademoiselle, Éditions du Rocher, 2001  (ISBN 978-2268039589) prix de la ville d'Étretat
- Mac Orlan : l'aventurier immobile, Albin Michel, 2002  (ISBN 2-226-13556-1) prix Mac Orlan, prix Cazes - Brasserie Lipp
- Brassens, le mécréant de Dieu, Albin Michel, 2004  (ISBN 2-226-15160-5)
- La Comédie des livres, Albin Michel, 2006  (ISBN 2-226-17216-5)
- Bernard Buffet, le samouraï, Albin Michel, 2008  (ISBN 978-2-226-18080-3)
- Et Dieu créa les femmes : Brigitte, Françoise, Annabel et les autres, Albin Michel, 2011  (ISBN 978-2-226-22091-2)
- Éloge du non, avec Fabienne Deval, Le Rocher, 2012,  (ISBN 978-2-268-07408-5)
- Le Mystère de la chambre Jeanne Calment, Fayard, 2013  (ISBN 978-2-213-66683-9)
- Le Miroir de la Grande Guerre, Éditions Anne Carrière, 2013  (ISBN 978-2-843-37723-5)
- Éditeur et préfacier des mémoires posthumes de Robert Sabatier, Je vous quitte en vous embrassant bien fort, Albin Michel, 2014  (ISBN 978-2-226-25689-8)
- Chez Brassens : légende d'un poète éternel, illustrations de Philippe Lorin, Le Rocher, 2015  (ISBN 978-2-268-07908-0)
- Chez Coluche : histoire d'un mec inoubliable, illustrations de Philippe Lorin, Le Rocher, 2016.
- Jean-Edern Hallier. L’Idiot insaisissable, Albin Michel, 2017  (ISBN 978-2-226-31997-5) - Prix Louis-Barthou de l’Académie française.
- Céleste et Sagan. Pour l'amour de Proust, Albin Michel, 2018  (ISBN 978-2-226-40248-6)
- Mon Poulidor, Albin Michel, 2019
- Ma première mort, Serge Safran éditeur, 2019
- Brassens, auprès de ses arbres, préface de Clémentine Deroudille, L'Archipel, 2020.